# Estadio Los Manantiales
El estadio municipal Los Manantiales, con capacidad para 2500 espectadores, es el estadio del Alhaurín de la Torre C. F., propiedad de la corporación municipal de Alhaurín de la Torre (Málaga).
Construido en 2002, el primer partido del Alhaurín de la Torre C. F. fue en el año 2004 justo después de acabar la primera remodelación, en un partido de la Primera División de Andalucía.
Este estadio es de césped artificial y anteriormente poseía pistas de atletismo para la realización de otros deportes. Las instalaciones disponen de tres vestuarios, varios aseos, dos bares, varios locales, oficinas, sala y cabina de prensa.

## Remodelaciones
- En la primera remodelación, se colocaron las gradas de las porterías y un lateral con asientos, también se eliminarían las pistas de atletismo y se colocaría el césped artificial.
- En la segunda remodelación se construyó una tribuna lo que le permite a dicho estadio tener 2500 localidades.

Este estadio viene a sustituir al antiguo campo de fútbol municipal de Alhaurín de la Torre, de arena.
Aquí se juegan partidos de fútbol 7 y suele entranar la cantera del Alhaurín de la Torre Club de Fútbol y su primer partido oficial fue en 2004.
También se celebra el Trofeo Villa de Alhaurín que enfrenta al Alhaurín de la Torre C.F. contra un equipo a escoger en Pretemporada.

## Partidos destacados
- Finales 2004: Alhaurín de la Torre C.F. 3 - 0 Universidad de Jaén. Primer partido oficial.

- Abril 2005: Alhaurín de la Torre C.F. 4 - 1 UD San Pedro. El Alhaurín asciende a tercera división.

- Finales 2005: Alhaurín de la Torre C.F. 2 - 1 Granada CF. Primera visita de un histórico del fútbol español en partido oficial.

- Datos: Q2883306